# Eric Barba
Eric Barba é um especialista em efeitos visuais estadunidense. Venceu o Oscar de melhores efeitos visuais na edição de 2009 por The Curious Case of Benjamin Button, ao lado de Craig Barron, Steve Preeg e Burt Dalton.